# Kempo Hakku

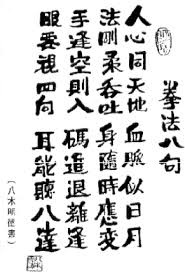
Kempo Hakku

Il Kempo Hakku è un passaggio che si trova nel Bubishi in cui ci sono scritti otto precetti per il corpo e per la mente. Questi precetti sono insegnamenti di tipo militare e marziale (come d'altronde l'intero Bubishi), con alla base una metodica filosofica.
Il Kempo Hakku è famoso per aver dato origine al nome di uno stile di karate: il Gōjū-ryū.
Il termine GoJu, ideato dal maestro Chōjun Miyagi (fondatore del Gōjū-ryū), fu tratto da questo precetto del Kempo Hakku: <<Ho wa gojyu wo tondo su>>, che significa "La legge dell'universo respira dura e morbida". GoJu pertanto vuol dire "duro" (go) e "morbido" (ju), ovvero uno stile che abbina tecniche dure a tecniche morbide.
Gli otto passaggi del Kempo Hakku sono questi:

SCRITTURA KANJI (HANZI') - TRASLITTERAZIONE CINESE - TRASLITTERAZIONE GIAPPONESE - TRADUZIONE ITALIANA
- 人心同天地 - rén xīn tóng tiān dì - Jinshin wa tenchi ni onaji - La mente è un tutt'uno col cielo e con la terra.
- 血脉似日月 - xuè mài shì rì yuè  - Ketsumyaku wa nichigetsu ni nitari - Il ritmo circolatorio del corpo è simile al ciclo del Sole e della Luna.
- 法刚柔吞吐 - fâ gāng róu tūn tû - Ho wa gojyu wo dondo su - La legge dell'universo respira dura e morbida.
- 身随时应变 - shēn suí shí yìng biàn  - Mi wa toki ni shitagai hen ni ozu - Agisci in modo conforme al tempo e al cambiamento.
- 手逢空则入 - shôu féng kōng zé rù  - Te wa ku ni ai sunawachi hairu - Le tecniche si verificano in assenza di pensieri coscienti.
- 码进退离逢 - mǎ jìn tuì lí féng - Shintai wa hakarite riho su - I piedi devono avanzare e arretrare, separarsi e incontrarsi.
- 眼要视四向 - yân yào shì sì xiàng  - Me wa shiho wo miru wo yosu - Gli occhi non perdono nemmeno il minimo cambiamento.
- 耳则听八方 - êr zé tīng bā fāng - Mimi wa yoku happo wo kiku - Le orecchie ascoltano attentamente in tutte le direzioni.